# Сельский округ Аккайын
Сельский округ Аккайын (каз. Аққайың ауылдық округі) — административная единица в составе района Магжана Жумабаева Северо-Казахстанской области Казахстана. Административный центр — село Октябрьское.
Население — 1432 человека (2009, 2328 в 1999, 3196 в 1989).

## Здравоохранение
Медицинскую помощь населению оказывают 4 действующих медицинских пункта. Еженедельно ведет прием врач — терапевт Центральной районной больницы. Имеется машина скорой помощи.

## Образование
Сфера образования представлена средней школой в селе Октябрьское, неполной средней школой в селе Хлебороб. В школах функционируют мини — центры для детей дошкольного возраста. В округе действуют две библиотеки с книжным фондом 17241 экземпляров, 2 центра досуга в сёлах Октябрьское и Гаврино. В спортзале Октябрьской средней школы для взрослого населения работает спортивная секция по волейболу.

## Экономика
Основой экономики округа является сельское хозяйство. В округе функционируют 8 товариществ с ограниченной ответственностью и 4 крестьянских хозяйства, которые занимаются возделыванием зерновых культур. В округе действует цех по переработке древесины. Работают 4 частных магазина, которые обеспечивают население товарами повседневного спроса. Действуют 3 цеха по обжигу древесного угля.

## Состав
В 2013 году в состав округа вошла территория ликвидированного Гавринского сельского округа. До 2018 года округ назывался Октябрьским.
В состав округа входят такие населенные пункты:
| Населенный пункт  | Население, человек (1989) | Население, человек (1999) | Население, человек (2009) |
| ----------------- | ------------------------- | ------------------------- | ------------------------- |
| Гаврино, село     | 892                       | 643                       | 327                       |
| Заросшее, село    | 254                       | 218                       | 100                       |
| Мичурино, село    | 226                       | 203                       | 105                       |
| Октябрьское, село | 1175                      | 776                       | 585                       |
| Суворовка, село   | 313                       | 237                       | 74                        |
| Хлебороб, село    | 336                       | 251                       | 241                       |